# Guilherme de Pádua
Guilherme de Pádua Thomaz (Belo Horizonte, 2 de novembro de 1969 – Belo Horizonte, 6 de novembro de 2022) foi um stripper, ator e pastor evangélico brasileiro. Ficou nacionalmente conhecido como assassino confesso da atriz Daniella Perez, sua colega de elenco e par romântico na telenovela De Corpo e Alma. Daniella era filha de Gloria Perez, autora da obra. O crime, que foi um dos casos policiais mais notórios do Brasil no século XX, ocorreu em 28 de dezembro de 1992, quando Pádua, com sua então esposa, Paula Nogueira Thomaz, assassinaram Perez utilizando um instrumento perfurocortante (uma tesoura, segundo Guilherme, ou um punhal, segundo a autópsia e Thomaz).

## Primeiros anos e carreira
Nascido em Belo Horizonte, capital de Minas Gerais, o caçula dos quatro filhos de José Antônio Salvador Thomaz, engenheiro e professor universitário, e Leda Maria Pádua, uma dona de casa cuja família era de joalheiros, Guilherme possuía boa situação financeira e, em sua juventude, frequentou boas escolas, como o Colégio Loyola. Começou a atuar em teatro ainda na sua cidade natal, tendo recebido um prêmio de ator revelação pela peça Pasolini, Vida e Morte.
No fim dos anos 1980, Guilherme decide mudar-se para o Rio de Janeiro, em busca de maiores oportunidades. Começou a apresentar-se em peças marginais, como Querelle, ao lado da travesti Rogéria; logo após, fez uma pequena participação no filme alemão Via Appia, como o garoto de programa José. Passando por dificuldades financeiras na cidade e sem possuir uma renda fixa, acabou morando em pensões e numa casa de abrigo para artistas. Ele então passou a se apresentar no espetáculo A Noite dos Leopardos, no qual os atores ficavam nus e podiam interagir com a plateia; muitos desses atores estavam envolvidos em prostituição. Foi em uma dessas apresentações que Guilherme conheceu Paula Nogueira, então com 16 anos, de classe média e assídua frequentadora de espetáculos do tipo. Iniciaram um relacionamento instável, chegando a dar um tempo para se relacionar com outras pessoas, porém reataram no começo de 1992 e decidiram se casar. Depois do casamento e com a ajuda do pai de sua esposa, eles compraram um apartamento em Copacabana; Paula engravidou ainda nesse ano do único filho do casal.
Uma guinada em sua carreira começou com uma pequena participação no musical Blue Jeans, de Wolf Maya, em que logo assumiria um dos papéis principais por conta da saída de Alexandre Frota do elenco. Seu "comportamento descontrolado" chamou atenção nos bastidores: em uma das apresentações, cortou o queixo do ator que contracenava com ele – único acidente do tipo em todo o período que a peça ficou em cartaz; desferiu um soco na garganta de Fábio Assunção durante ensaio; antes da saída de Frota do elenco, também causou uma pequena confusão com este, chegando a ameaçá-lo com um caco de vidro; e, finalmente, ao demitir-se da produção, escreveu uma carta em tom jocoso ao diretor Wolf Maya dizendo que iria se retirar pois havia chegado a sua "vez de fazer sucesso". Mas o êxito do espetáculo o levou ao papel de maior destaque em sua curta carreira: o motorista de ônibus Bira da telenovela De Corpo e Alma. Tal personagem lhe foi dado por acaso; quem interpretaria Bira seria Alexandre Frota, que estava com conflitos de agenda no momento. O diretor Roberto Talma escolheu Guilherme de um banco de dados sobre atores; na televisão, havia feito apenas uma ponta em Mico Preto, de 1990.
Nos bastidores de De Corpo e Alma, causa outro pequeno acidente ao deixar hematomas no braço da atriz Carla Daniel durante uma gravação. Carla interpretava Sheila, namorada de seu personagem. Porém, Bira acaba se apaixonando por Yasmin, retratada por Daniella Perez, filha da autora Gloria Perez, com quem acaba formando um triângulo amoroso junto ao personagem Caio, vivido por Fábio Assunção. A trama tornou-se um grande sucesso, chegando à média geral de 52 pontos de audiência, alavancando não apenas o nome de Guilherme, mas ao mesmo tempo o de Daniella, que também era uma atriz em ascensão. Alguns dias depois do crime, Glória Perez comentou que ela percebia, assim como o público, que Pádua empregava em Bira uma forte agressividade, que o personagem não deveria ter, mas acreditava isso seria devido à sua inexperiência.

## Assassinato de Daniella Perez
Em 28 de dezembro de 1992, assassinou a atriz Daniella Perez, junto com sua então esposa Paula Nogueira Thomaz (atualmente Paula Nogueira Peixoto). A motivação do crime teria sido profissional, pois Guilherme havia "perdido espaço" na novela (a vítima era filha da autora da novela em que atuava), além do ciúme de sua esposa em relação as cenas dos atores na telenovela.
Após um dia de gravações da novela, Daniella saiu dos estúdios Tycoon da TV Globo, momento em que foi abordada por crianças, que pediram para tirar uma foto com ela. Essa foto foi a última imagem com vida da atriz. Guilherme de Pádua também estava no local tirando fotos com fãs, mas foi embora antes de Daniella. Após tirar a foto com as crianças, Daniella dirigiu seu carro até um posto de gasolina. Depois de abastecer seu veículo, Daniella saiu com o carro do posto de gasolina, momento em que foi emboscada por Guilherme e Paula, em frente ao posto, situação vista e confirmada por dois frentistas. Quando Daniella deixava o posto, Guilherme, com Paula escondida no banco de trás, fechou o carro da atriz, que desceu do veículo. Guilherme então deu um soco no rosto de Daniella e a colocou, desacordada, no carro do casal, um Volkswagen Santana. Paula, então, assumiu a direção, enquanto Guilherme pegou o Ford Escort de Daniella, com o qual seguiu para o local do crime.
Guilherme e Paula, então, seguiram até um matagal na Barra da Tijuca, onde mataram a atriz e deixaram o seu corpo. A Folha de S.Paulo escreveu: "O laudo cadavérico da atriz Daniella Perez indica que teve entre 16 e 20 ferimentos. A maioria deles estava concentrada na região mamária esquerda — sobre o coração — e o restante, no pescoço. Os ferimentos causaram uma grande hemorragia interna. O pulmão esquerdo foi perfurado e recebeu muito sangue. O coração apresentava oito perfurações e o pescoço, quatro — uma delas atingindo tecidos profundos e causando infiltração de sangue na traquéia. Além desses ferimentos, o corpo mostra também escoriações no ombro, que poderiam indicar, de acordo com o médico legista Nelson Massini, que ela tenha sido arrastada."
O crime teria sido motivado por inveja, cobiça e vingança, já que, segundo a acusação, Guilherme assediava Daniella em busca de uma maior participação de seu personagem na novela. Sem obter êxito em suas investidas e ao ver que seu personagem não ia aparecer em dois capítulos da novela na semana do crime, acreditou que Daniella teria falado sobre as perseguições que sofria, à sua mãe, Gloria Perez, autora da novela, como forma de prejudicá-lo. Em entrevista, Gloria Perez explicou que não diminuiu a participação do ator na novela para prejudicá-lo. Ela conta que, naquela semana, recebeu ordens superiores da TV Globo para não tratar de sequestro na novela, porém ela já tinha escrito capítulos sobre o tema. Em consequência, muitas cenas tiveram que ser cortadas e foi por isso que o personagem de Guilherme na novela acabou sumindo por dois capítulos.

### Investigação policial, prisão e pena
Na noite do assassinato, um advogado que passava de carro pelo local achou estranho haver dois veículos estacionados no terreno baldio, de modo que anotou as placas e ligou para a polícia. A testemunha relatou que viu uma mulher dentro do  Santana, no banco do carona. Posteriormente, durante as investigações, a testemunha identificou essa mulher como sendo Paula Thomaz. A testemunha relatou que também viu um homem no carro, mas que não o pôde reconhecer.
Quando a polícia chegou ao terreno baldio, já não havia mais ninguém no local. A polícia encontrou apenas o carro Escort de Daniella, mas não o Santana. Ao adentrar no terreno, um policial encontrou o cadáver de Daniella. Após o corpo ser encontrado e com a grande repercussão do caso na imprensa, muitas pessoas, inclusive atores da Globo, foram até a delegacia, dentre eles Guilherme de Pádua. Na delegacia, Guilherme foi questionado por Raul Gazolla, marido de Daniella, se ele sabia quem tinha feito aquilo com Daniella. Segundo depoimento de Gazolla, ao ser questionado, Guilherme "foi andando para trás" e respondeu "não sei, não sei", e depois "eram crianças", em referência às crianças com quem Daniella tirou fotos antes do assassinato.
Porém, de posse dos dados fornecidos pela testemunha, sobre o outro veículo estacionado junto ao terreno baldio, os investigadores foram até o estúdio da TV Globo e reconheceram o carro de Guilherme, que se encaixava na descrição da testemunha. Posteriormente, descobriram que Guilherme havia adulterado a placa do veículo, trocando uma das letras, o que mostra a premeditação do crime.
A Justiça ordenou a prisão em flagrante de Guilherme e ele foi preso. Contudo, a prisão do ator durou poucos dias, pois o seu advogado entrou com um recurso e o juiz concedeu-lhe liberdade provisória, sob a alegação de que a prisão em flagrante havia sido ilegal. Após sair da cadeia, Guilherme desapareceu. Após alguns dias, uma nova decisão judicial decretou a prisão preventiva do ator, que passou a ser considerado foragido. O desaparecimento de Guilherme causou revolta entre os atores da novela, que fizeram um mutirão para encontrá-lo, interfonando, a esmo, em prédios da zona sul do Rio de Janeiro, à procura do ator. Após alguns dias foragido, Guilherme se entregou às autoridades.
Após Guilherme confessar o crime, o casal foi preso por homicídio duplamente qualificado — por motivo torpe e com impossibilidade de defesa por parte da vítima.
Em 25 de janeiro de 1997, Guilherme e Paula foram condenados por homicídio qualificado, por motivo torpe, a 19 anos e seis meses de cadeia.
Em 2006, em entrevista para a Folha de S.Paulo, Guilherme contou que, na prisão, pensou em suicídio. Disse que chegou a dividir cela com um tuberculoso e que enfrentou problemas como sarna, micose e dor de dente, "sem a mais remota possibilidade de ser atendido por um dentista". Afirmando não querer mais a vida de ator, também disse acreditar que seria famoso pelo resto de vida e que continuava a sentir-se preso, em razão da rejeição social que sofria.

### Desdobramentos
O assassinato de Daniella Perez mobilizou a sociedade para a discussão da legislação penal brasileira. O Congresso chegou a debater a pena de morte, mas o projeto não prosperou. Em 1993, Gloria Perez iniciou um movimento com vistas a tornar o homicídio qualificado um crime hediondo, de modo que os condenados por esse crime passassem a ter de cumprir mais tempo de encarceramento, antes de alcançar a progressão do regime e passar ao regime aberto. Mesmo numa época em que as pessoas não tinham acesso à Internet, em apenas três meses Gloria conseguiu recolher 1,3 milhão de assinaturas para o  projeto de lei de iniciativa popular (PL 4 146/1993), apresentando-se em programas de rádio e televisão e grandes shows de música para pedir a adesão das pessoas. Os papéis passavam de mão em mão. Em outubro de 1993, Gloria entregou as assinaturas ao Congresso Nacional. A nova lei foi aprovada em agosto de 1994 e sancionada pelo presidente Itamar Franco no mês seguinte. Todavia, a nova lei não pôde ser aplicada no caso de Daniella Perez, uma vez que o direito brasileiro não permite que uma lei mais severa retroaja para prejudicar alguém.
Em 1995, enquanto estava preso, Guilherme de Pádua escreveu o livro A História que o Brasil desconhece, editado pela Escriba Editora Multimídia de Artes Gráficas. Ele pretendia lançá-lo durante a Bienal do Livro do Rio daquele ano, mas uma liminar, conseguida por Glória Perez, suspendeu o lançamento, tendo sido oficiado à Secretaria de Segurança Pública de Minas Gerais para que fizesse a apreensão dos exemplares. Glória Perez obteve, então, decisão judicial, condenando Pádua e a editora a uma multa de 20 mil reais, por cada dia em que a decisão não fosse cumprida, entre 20 de agosto de 1995 a 9 de abril de 1996. A venda do livro foi proibida porque, segundo a decisão judicial, denegria a imagem e a honra de Daniella. Contudo, o livro foi distribuído aos jurados, pelo advogado de Gloria Perez, como uma maneira de provar as injúrias e difamações lançadas por Guilherme contra a vítima. Em um dos trechos do livro, Guilherme escreve que se masturbou, pensando no crime que havia cometido.

## Vida após a prisão
Guilherme de Pádua foi libertardo em 14 de outubro de 1999, após ficar preso por seis anos e nove meses, tendo cumprido um terço da pena. Em entrevista, o promotor Francisco Cembranelli afirmou: "Foi um delito que ficou praticamente impune. Foi até uma pena alta (19 anos para ele e 18 anos e meio para ela), mas eles cumpriram muito pouco tempo". O promotor refere-se ao direito à 
progressão de regime existente na lei penal brasileira, segundo a qual o condenado não cumpre o total da pena em regime fechado.
Guilherme separou-se de Paula Thomaz e, em março de 2006, casou-se com a produtora de moda Paula Maia, 14 anos mais nova do que ele. Os dois se conheceram na igreja que ambos frequentavam.  No mesmo ano, ele disse ter sofrido agressões nas ruas, após sua saída da prisão, e declarou que ainda se sentia preso.
Em abril de 2010, Guilherme foi entrevistado por Ratinho, no Programa do Ratinho. Pelo Twitter, Glória Perez afirmou que Guilherme não era mais réu; logo, não estava mais protegido pelo direito de mentir que a lei brasileira concede aos réus. Portanto, qualquer declaração mentirosa resultaria em processo. Assim, Guilherme recusou-se a responder perguntas sobre o caso para não ser processado.
Em 2012, começou a trabalhar na empresa Itaipu Vidros como Gerente de TI. Em 9 de dezembro do mesmo ano, Guilherme foi entrevistado no programa Domingo Espetacular, no quadro "A Grande Reportagem", e contou a Marcelo Rezende a sua versão sobre o assassinato, versão esta que já fora modificada várias vezes. Na entrevista, disse, por exemplo, que não bateu em Daniella depois de abordar a vítima, desmentindo as duas testemunhas oculares. Segundo a Folha de S.Paulo, "os frentistas Flávio de Almeida Bastos e Danielson da Silva Gomes, ao deporem ontem à tarde pela primeira vez no 2.º Tribunal do Júri do Rio, confirmaram que viram o ator Guilherme de Pádua dar um soco na atriz Daniella Perez, agarrá-la pelo pescoço e colocá-la à força no carro do ator".
Em 2014, o casamento de Guilherme e Paula Maia chegou ao fim. Posteriormente, em agosto de 2015, Paula declarou que ele era "um grande manipulador".
Em 29 de abril de 2016, Guilherme de Pádua foi condenado a pagar uma indenização de 500 salários mínimos (cerca de 440 mil reais na época) à mãe, a escritora Gloria Perez, e ao viúvo da atriz, o ator Raul Gazolla. Além disso, Guilherme ainda teve que arcar com as despesas de sepultamento e funeral de Daniella e com os custos processuais e honorários de advogados, valor estipulado em 10% sobre a condenação. Porém, segundo matéria da Folha de S.Paulo, de 2022, Guilherme morreu sem pagar a a indenização.
Em 14 de março de 2017, Guilherme casou-se pela terceira vez, com a estilista Juliana Lacerda. Em dezembro de 2017, tornou-se pastor na Igreja Batista da Lagoinha, em Belo Horizonte.
Em 24 de maio de 2020, Guilherme chamou a atenção por comparecer a uma manifestação pró-Bolsonaro, com Juliana, gerando indignação entre usuários do Twitter.
Em 2 de agosto de 2022, Guilherme postou um vídeo em seu canal do YouTube, pedindo perdão a Gloria Perez, mãe de Daniella, e ao ator Raul Gazolla, viúvo da atriz. O vídeo gerou muita revolta, com acusações de que Guilherme não estava sendo sincero, e que só teria gravado o vídeo por causa da repercussão do lançamento de um documentário sobre a morte de Daniella na HBO Max. "É claro que as pessoas podem ser recuperadas. Mas isso não inclui os psicopatas. Não se tem notícia de psicopata recuperado. E Paula e Guilherme são psicopatas de carteirinha", disse Gloria Perez, durante entrevista a Marie Claire, publicada em 13 de agosto.
Também em agosto houve rumores de que Guilherme e Juliana, sua esposa, teriam tido um encontro com o então presidente Jair Bolsonaro, pois Juliana havia postado uma foto com Michelle, a então primeira-dama. Contudo, tanto o Bolsonaro quanto Guilherme negaram o encontro. Nas redes sociais, Juliana afirmou que participara de uma cerimônia religiosa que contou com a presença de Michelle, e havia enfrentado uma fila para tirar foto com a primeira-dama. Disse ainda que Michelle Bolsonaro "nem sabia" quem ela era e que ambas nunca conversaram, nem mesmo naquele dia.

## Morte
Guilherme de Pádua morreu em 6 de novembro de 2022, quatro dias depois de completar 53 anos, em sua residência na cidade de Belo Horizonte, vítima de um infarto fulminante. No dia seguinte, compareceram ao velório, na Igreja Batista da Lagoinha, cerca de 300 pessoas. O corpo foi sepultado no cemitério Parque da Colina.
Sua morte causou repercussão no meio artístico. O autor Aguinaldo Silva comentou que Guilherme "já foi tarde" e que "sua dívida era impagável". Raul Gazolla, viúvo de Daniella, comentou no dia seguinte à morte que o "ar acordou mais limpo". O cantor Tico Santa Cruz escreveu que "o Diabo o aguarda [Guilherme] de braços abertos". Eri Johnson, ator e amigo de Daniella, afirmou que "ele não vai fazer a menor falta aqui". O deputado federal e ator Alexandre Frota também se pronunciou.
Coincidentemente, Guilherme morreu no mesmo dia em que, no ano de 1995 - ou seja, 27 anos antes -, estreava a novela Explode Coração, que marcou o retorno de Gloria Perez  ao horário das 20h da TV Globo, já que sua última novela para a emissora havia sido De Corpo e Alma.